# 소용 박씨
소용 박씨(昭容 朴氏, ? ~ 1465년 10월 3일(음력 9월 5일))는 조선 세조의 후궁이다. 이름은 덕중(德中)이다. 정3품 소용으로 봉해졌다가 후에 죄를 짓고 내인으로 강등되었으며, 추문으로 인하여 교수형에 처해졌다.

## 생애
원래 세조가 즉위 전 잠저에 있을 때 첩으로 맞이하였다. 이후 계유정난으로 세조가 즉위하자 후궁이 되어 정3품 소용에 봉해졌다. 1459년(세조 5년) 왕자 아지(阿只)를 낳았으나, 아지는 1463년(세조 9년) 음력 11월 24일 밤 4세의 나이로 요절하였다. 이후 세조는 박씨를 찾는 일이 뜸해졌고 박씨도 외로움이 더해졌다. 그러다 박씨는 환관 송중이라는 자를 사랑하게 되었는데, 송중이 이를 세조에게 고하자 박씨는 죄를 받고, 신분도 궁중에서 잔심부름을 하는 내인으로 강등되었다.
내인으로 강등된 덕중은 환관 최호와 김중호를 이용하여 세조의 조카 귀성군에게 언문 연서를 보냈다. 그러나 이 연서를 받은 귀성군과 그 아버지 임영대군은 이 사실을 곧바로 세조에게 고하였다. 당시 세조는 최호와 김중호에게 "아무 것도 알지 못하는 아녀자의 일을 논할 필요는 없으나, 조금의 지식이 있는 환자들이 궁녀의 말을 바깥 사람에게 전하였다."라는 이유로 신문을 하였고, 결국 두 환관은 문 밖에서 맞아 죽었다. 한편 세조는 오랫동안 봐왔다는 이유로 덕중을 살려주고자 했으나, 여러 대신들이 죽여야 한다고 청하여 죽이기로 결정하였다. 또 귀성군에게는 잔치를 베풀어 위로하였다.
결국 덕중은 논의 다음날인 1465년(세조 11년) 음력 9월 5일 교형에 처해졌다. 이때 의정부와 육조에서는 귀성군과 덕중에 대해 국문을 통해 죄를 정해야 한다고 주장하였으나, 세조는 이미 덕중은 교형에 처했고, 귀성군은 의심스러운 점이 단언코 없다고 하여 받아들이지 않았다. 또 세조는 수 일 내에 다섯 명이나 극형을 당하자 신하와 백성들을 위로한다는 명분으로 사면령을 내리고, 융복을 입고 예를 행하였다.

## 평가
- 한의사 이정택은, 박씨가 산후우울증을 앓았을 것이라고 추측했다.[5]

## 가족 관계
- 남편: 제7대 세조(世祖, 1417~1468, 재위:1455~1468)
  - 아들: 아지(阿只, 1459~1463)